# The Man with the Child in His Eyes
The Man with the Child in His Eyes ist ein Lied der britischen Popsängerin Kate Bush aus dem Jahr 1978.

## Hintergrund
Das Lied wurde von der Interpretin selbst geschrieben und komponiert. Sie schrieb den Titel mit 13 Jahren und nahm ihn im Juni 1975, im Alter von 16 Jahren in den AIR Studios in London unter der Leitung von David Gilmour auf. Sie erzählte später, dass ihr in diesem Alter Aufnahmen mit einem großen Orchester Angst gemacht hätten. Die Produktion erfolgte durch Andrew Powell.
Die Erstveröffentlichung von The Man with the Child in His Eyes erfolgte als Teil von Bushs Debütalbum The Kick Inside am 17. Februar 1978 durch Electrola. Am 12. Mai 1978 erschien es als zweite Singleauskopplung des Albums. Die Singleversion weicht geringfügig von der Albumversion ab. Auf der Single beginnt der Song mit dem nachhallenden Satz „he’s here!“, ein Effekt, der nach der Veröffentlichung des Albums hinzugefügt wurde. Die Schnelligkeit des Liedes beträgt 88 Schläge pro Minute; es wurde in der Tonart e-Moll geschrieben.

## Rezeption

### Charts und Chartplatzierungen
The Man with the Child in His Eyes stieg im Juni 1978 auf Rang 60 der britischen Singlecharts ein und erreichte am 2. Juli 1978 mit Rang sechs seine beste Platzierung. Die Single avancierte nach Wuthering Heights zum zweiten Chart- und Top-10-Hit für Bush im Vereinigten Königreich. In den US-amerikanischen Billboard Hot 100 avancierte es zum ersten Charthit von Bush. Es stieg dort am 17. Februar 1979 ein und erreichte am 3. März desselben Jahres seine Höchstplatzierung mit Rang 85.
| ChartsChartplatzierungen       | Höchstplatzierung | Wochen |
| ------------------------------ | ----------------- | ------ |
| Vereinigtes Königreich (OCC)   | 6 (11 Wo.)        | 11     |
| Vereinigte Staaten (Billboard) | 85 (4 Wo.)        | 4      |

### Auszeichnungen für Musikverkäufe
| Land/Region                  | Auszeichnungen für Musikverkäufe (Land/Region, Auszeichnung, Verkäufe) | Verkäufe |
| ---------------------------- | ---------------------------------------------------------------------- | -------- |
| Vereinigtes Königreich (BPI) | Silber                                                                 | 200.000  |
| Insgesamt                    | 1× Silber ·                                                            | 200.000  |